# Bioetyka
Bioetyka (ang. bioethics, gr. bios „życie”, ethos „zachowanie”) – interdyscyplinarna dziedzina wiedzy teoretycznej i praktycznej wynikająca z refleksji nad etycznym wymiarem działań z zakresu biologii i medycyny.
Bioetycy analizują działania człowieka związane ze zdobywaniem wiedzy biologicznej i medycznej, jej zastosowaniami oraz z ingerencją człowieka w przyrodę. W badaniach bioetycznych wykorzystuje się pojęcia i metody badawcze filozofii, teologii, psychologii, prawoznawstwa, socjologii, nauk przyrodniczych i medycznych.
Główne działy bioetyki to między innymi etyka kliniczna, etyka badań naukowych, bioetyka regulacyjna, etyka relacji człowiek-inne zwierzęta, etyka środowiska naturalnego.

## Historia
Bioetyka zrodziła się jako odrębna dyscyplina naukowa w końcu lat siedemdziesiątych XX wieku w USA. Ukształtowała się pod wpływem badań Vana Rensselaera Pottera (1911–2001), profesora onkologii University of Wisconsin w Madison (USA) oraz André Hellegersa, ginekologa-położnika, współzałożyciela Center for Bioethics w Kennedy Institute w Georgetown University. Rozumienie bioetyki według Pottera koncentrowało się na problemach powodowanych przez rewolucję naukową i techniczną we współczesnym świecie oraz relacjach człowieka ze środowiskiem. W ujęciu Hellegersa zaś bioetyka zajmuje się przede wszystkim etycznymi zagadnieniami diagnostyki i leczenia oraz medycznych badań naukowych z udziałem człowieka.

## Zagadnienia
Bioetyka zajmuje się m.in. takimi zagadnieniami jak: relacja lekarz-pacjent, leczenie niepłodności (in vitro), antykoncepcja, aborcja, klonowanie, komórki macierzyste, inżynieria genetyczna, eugenika, genetycznie modyfikowana żywność, kriogenika, wykorzystanie tkanek i narządów do transplantacji, sztuczna inteligencja, eutanazja i wspomagane samobójstwo, wiwisekcja, etyka środowiskowa, nanomedycyna, przedłużanie życia, medyczne badania naukowe z udziałem człowieka i badania kliniczne.